# 锦林街道
锦林街道，是中华人民共和国宁夏回族自治区石嘴山市大武口区下辖的一个乡镇级行政单位。

## 行政区划
锦林街道下辖以下地区：
锦林社区、安康社区和丽日社区。